# Kanton Liancourt
Kanton Liancourt (fr. Canton de Liancourt) byl francouzský kanton v departementu Oise v regionu Pikardie. Skládal se z 22 obcí. Zrušen byl po reformě kantonů 2014.

## Obce kantonu
- Les Ageux
- Angicourt
- Bailleval
- Bazicourt
- Brenouille
- Catenoy
- Cauffry
- Cinqueux
- Labruyère
- Laigneville
- Liancourt
- Mogneville
- Monceaux
- Monchy-Saint-Éloi
- Nointel
- Rantigny
- Rieux
- Rosoy
- Sacy-le-Grand
- Sacy-le-Petit
- Saint-Martin-Longueau
- Verderonne